# Hydroglyphus lobulatus
Hydroglyphus lobulatus är en skalbaggsart som först beskrevs av Wewalka 1980.  Hydroglyphus lobulatus ingår i släktet Hydroglyphus och familjen dykare. Inga underarter finns listade i Catalogue of Life.